# ژلتیتسه (ناحیه هودونین)
ژلتیتسه (به چکی: Želetice) یک منطقهٔ مسکونی در جمهوری چک است که در ناحیه هودونین واقع شده‌است. ژلتیتسه ۶٫۱۱ کیلومتر مربع مساحت و ۵۱۵ نفر جمعیت دارد و ۲۰۲ متر بالاتر از سطح دریا واقع شده‌است.